# Mayo Fuster Morell
Mayo Fuster Morell (Oliva, València, 8 de desembre de 1975) és una activista i investigadora social. La seva recerca s'ha centrat en els moviments socials, les comunitats en línia i Digital Commons, sovint utilitzant els mètodes d'investigació participativa i de triangulació. Ha format part d'importants centres d'investigació que estudien Internet i els seus efectes socials, incloent-hi el Berkman Center for Internet and Society, el MIT Center for Civic Media o l'Escola d'informació de Berkeley. Com a activista, que és cofundadora de diverses iniciatives al voltant dels Comuns digitals i la cultura lliure i del Centre de Recerca Glocal-Infoespai.

## Formació
La seva formació interdisciplinària es basa en un ampli ventall d'estudis acadèmics. Està graduada en Econòmiques (Universitat de València) i Antropologia (Universitat Rovira i Virgili), amb diversos estudis de post-grau (Universitat de Londres, Universitat Rovira i Virgili), un Master de Filosofia en la gestió d'ONG (Universitat Complutense de Madrid), i doctorada en Ciències socials i Polítiques (Institut Universitari Europeu).
La seva tesi doctoral, dirigida per Donatella Della Porta, va realitzar el primer gran estudi quantitatiu en les comunitats basades en la producció col·laborativa entre iguals, proporcionant informació sobre la seva composició de govern i infraestructura. Ha realitzat recerca empírica amb diversos estudis d'anàlisi estadística i de casos d'estudi comparatiu (Fòrum Social Mundial, Flickr, wikiHow i Viquipèdia).

## Carrera científica
Durant el seu doctorat, el 2008, va ser investigadora visitant a l'Escola d'Informació de la Universitat de Califòrnia a Berkeley (esponsoritzada per Howard Rheingold i Coye Cheshire) i va proporcionar assistència a l'ensenyament en el Departament de Comunicació de la Universitat Stanford El 2010, va ser investigadora postdoctoral a l'Institut de Govern i Polítiques Públiques (Universitat Autònoma de Barcelona) i professora visitant a Internet Interdisciplinary Institute (Universitat Oberta de Catalunya).
El 2011, es va convertir en membre del Berkman Center for Internet & Society (Universitat Harvard), i durant dos anys va investigar existeix en la dimensió, l'evolució i la gestió de la producció entre iguals basada en els Comuns sota la supervisió de Yochai Benkler. En 2012, que va ser professor visitant al Centre MIT per mitjans Cívics. El 2013 va obtenir la beca post-doctoral Juan de la Cierva, tornant a l'Institut de Govern i Polítiques Públiques, on va fundar el grup de recerca IGOPnet. En 2014 va guanyar el prestigiós 5 anys de beca Ramón y Cajal.

## Activisme i moviments socials
Va començar el seu compromís militant en el moviment antiglobalització, participant el 2000 a les protestes de Praga, amb el diàleg amb el Moviment de Resistència Global de Catalunya (MRG) i a les xarxes d'Acció Global dels Pobles, i més tard participar activament en diverses trobades del Fòrum Social Mundial i el Fòrum Social Europeu. Més recentment, es va unir al Moviment 15-M i al moviment Occupy Wall Street.
El 2004, juntament amb Jeff Juris i Enric Duran, va ser cofundadora i coordinadora del "Glocal, Centre d'Investigació", una associació dedicada a la investigació social i la creació d'habilitats per a l'activisme, creant-se així un marc de debats. En virtut d'aquest marc interactiu es creà l'espai de cooperació Infoespai i la Guia útil per a la Transformació Social a Catalunya, tots dos considerats precedents de projectes populars posteriors d'Enric Duran.
En 2005 coordinà un estudi sobre l'impacte que les cites altermundialistes han tingut sobre els mateixos moviments i els governs locals a Catalunya. El treball, realitzat per un centre d'investigació de la Universitat Autònoma de Barcelona, l'Institut de Govern i Polítiques Públiques (IGOP), va ser presentat en el Fòrum Social de la Mediterrània, celebrat a Barcelona.
Entre 2006 i 2009 va ser un dels promotors de Política en xarxa, una sèrie de seminaris creatius internacionals que ajuntaven persones de diferents generacions i les seves històries polítiques, com a contribució als debats i experiments pràctics relatius a noves formes d'organització política.
Ha estat cofundadora de diverses iniciatives al voltant de béns comuns digitals, com ara el grup d'investigació IGOPnet, el Fòrum de Cultura Lliure (2009 i 2010), la International Commons Conference (2010), l'Escola dels Comuns a Barcelona, el Fòrum Global digital Commons, i ha participat o ha estat convidada a molts d'altres. També col·labora amb el diari espanyol d'esquerres El Diario.es

## Recerca
Mayo Fuster Morell ha sigut la investigadora principal del Grup de Recerca Dimmons del Internet Interdisciplinary Institute de la Universitat Oberta de Catalunya (UOC), i directora de la Càtedra UOC Barcelona en economia digital: per a una economia col·laborativa centrada en el benestar de les persones i el dret a la Ciutat reunint la UOC, l'Ajuntament de Barcelona i Barcelona Activa.
Ha sigut la investigadora principal del projecte de la UOC en el marc del programa nacional "Gender Digital project on gender equality in the digital sphere", i dels projectes europeus H2020: PLUS: Platform Labor in Urban Spaces i DECODE: Building the next generation of cooperative data. plataformes per a la sobirania digital i P2Pvalue: plataforma tecnosocial per a models sostenibles i generació de valor en la producció entre iguals basada en els comuns. A més, el grup de recerca Dimmons promou la digitalització feminista de l'economia social a través de Matchimpulsa.barcelona, un programa d'impuls empresarial per a 130 empreses de Barcelona.
Ha publicat més de 70 articles relacionats amb els moviments socials, les comunitats online, la producció basada en la col·laboració entre iguals, Internet i també sobre política, i polítiques públiques. Els seus treballs sobre la governabilitat de la producció entre iguals basada en els béns comuns són considerats pioners en aquest camp. La seva investigació sobre la Viquipèdia i la seva governabilitat es considera una obra de referència en el camp dels mitjans de comunicació, i acadèmics. i les seves obres que comparen els moviments de base amb els comuns digitals han atret l'interès internacional. Fuster ha contribuït també amb treballs relacionats amb Open Data i comuns culturals. Fuster és també la investigadora principal en el projecte europeu P2Pvalue, a partir del qual s'ha dut a terme la creació del Directori sobre la producció col·laborativa basada en el bé comú, una contribució única per al camp.

## Participació en organismes científics i socials
- Membre del Comitè d'Investigació de la Fundació Wikimedia.[39]
- Membre de la Junta de l'Open Knowledge Foundation - Capítol Espanyol.[40]
- Membre del Consell de redacció de la Revista de la Producció de parells.[41]
- Membre del Comitè de direcció del Grup permanent d'Internet i política del Consorci Europeu de Ciència Política.[13]

## Publicacions
- Grau Sarabia, M. & Fuster Morell, M. (2021) Gender approaches in the study of the digital economy: a systematic literature review. Humanities and Social Sciences Communication.Grau Sarabia, M. & Fuster Morell, M. (2021) Gender approaches in the study of the digital economy: a systematic literature review. Humanities and Social Sciences Communication.Grau Sarabia, M. & Fuster Morell, M. (2021) Gender approaches in the study of the digital economy: a systematic literature review. Humanities and Social Sciences Communication.

- Grau Sarabia, M. & Fuster Morell, M. (2021) Gender approaches in the study of the digital economy: a systematic literature review. Humanities and Social Sciences Communication.[42]
- Senabre, E., Fuster Morell, M., Espelt. (2021) Data for Sustainable Platform Economy: connections between platform models and Sustainable Development Goals. Data.[43]
- Fuster Morell, M., Espelt, R., & Renau Cano, M. (2020). Sustainable Platform Economy: Connections with the Sustainable Development Goals. Sustainability.[44]
- Senabre Hidalgo, E., & Fuster Morell, M. (2020). Goteo.org civic crowdfunding and match-funding data connecting Sustainable Development Goals. Scientific Data 7. Article number: 132 (2020)[45]
- Fuster, M. & Espelt, R. (2019) A framework to assess the sustainability of Platform Economy: The case of Barcelona ecosystem. Sustainability - MDPI[46]
- Fuster Morell, M. (2017). “From digital commons to society commons: influence of the free culture movement in the 15M mobilization”. In Tejerina, B. & Perrugoría, I. Crisis and Social Mobilization in Contemporary Spain. The 15M Movement. Routledge.[47]
- Iosub, D., Laniado, D., Castillo, C., Morell, M. F., & Kaltenbrunner, A. (2014). Emotions under discussion: Gender, status and communication in online collaboration. PloS one.[48]
- Fuster Morell, M. (2013) Good Faith Collaboration: The Culture of Wikipedia, Information, Communication & Society, 16:1, 146-147.[49]
- Fuster Morell, M. (2012). The free culture and 15M movements in Spain: Composition, social networks and synergies. Social Movement Studies, 11(3-4), 386-392.[50]
- Fuster Morell, M., & Subirats, J. (2012). Crisis de representación y de participación. ¿son las comunidades virtuales nuevas formas de agregación y participación ciudadana?. Arbor, 188(756), 641-656.[51]
- Morell, M. F. (2011). The Unethics of Sharing: Wikiwashing. International Review of Information Ethics, 15, 09.[52]
- Fuster Morell, M. (2010). Governance of Online Creation Communities: Provision of infrastructure for the building of digital commons (PhD Thesis). European University Institute.[53]
- Morell, M. F. (2010). Participation in online creation communities: Ecosystemic participation. In Conference Proceedings of JITP 2010: The Politics of Open Source, Vol. 1, pp. 270–295.